# زیردریایی کلاس ریور
زیردریایی کلاس ریور (به انگلیسی: River-class submarine) یک کلاس از زیردریایی است که طول آن 345 ft (105.15 m) می‌باشد.